# Ceville
Ceville ist ein Computerspiel des Münchner Entwicklers Realmforge Studios aus dem Jahr 2009. In dem humorvollen Point-and-Click-Adventure übernimmt der Spieler die Rolle eines abgesetzten Tyrannen, der versucht, seinen Thron zurückzuerobern.

## Handlung
Das Märchenreich Faeryanis wird vom Tyrannen Ceville regiert. Eines Tages erhebt sich das Volk gegen ihn, Ceville wird ins Gefängnis geworfen, und seine gutherzige Frau Gwendolyn besteigt an seiner statt den Thron. Es stellt sich heraus, dass Cevilles Berater Basilius hinter der Rebellion steckt und selbst nach der Krone strebt. Mit Hilfe des Zwergenmädchens Lilly kann Ceville aus dem Gefängnis fliehen, und gemeinsam mit dem Paladin Ambrosius machen sie sich als Trio auf, den Thron für Ceville zurückzuerobern.

## Spielprinzip und Technik
Ceville ist ein 3D-Point-and-Click-Adventure. Aus Polygonen zusammengesetzte, dreidimensionale Figuren agieren in ebenfalls dreidimensionalen Kulissen. Mit der Maus kann der Spieler seine Spielfigur durch die Örtlichkeiten bewegen und mit den Maustasten Aktionen einleiten, die den Spielcharakter mit seiner Umwelt interagieren lassen. Ceville, Lilly und Ambrosius können so Gegenstände finden, sie auf die Umgebung oder andere Gegenstände anwenden und mit NPCs kommunizieren. Mit fortschreitendem Handlungsverlauf werden weitere Orte freigeschaltet. Die Kamera zeigt dabei das Geschehen aus einer variablen Perspektive; verlässt der Spieler innerhalb eines Raumes das Sichtfeld, bewegt sich die Kamera und nimmt eine neue, bessere Position ein. Gelegentlich müssen mehrere Charaktere gleichzeitig gesteuert werden, in diesem Fall wird die Darstellung über einen Split Screen realisiert. Dialoge finden über kontextbezogene Auswahlmenüs statt, Zwischensequenzen finden größtenteils in Spielgrafik statt. Einige Rätsel müssen innerhalb eines Zeitlimits gelöst werden, was unter Adventure-Puristen als schlechtes Design gilt. Ceville gibt dabei für weitere Versuche, das jeweilige Rätsel zu lösen, großzügigere Zeitlimits vor. 
Eine Besonderheit des Spiels ist, dass der Spieler in Form von Ceville die Rolle eines „bösen“ Charakters übernimmt und die Handlung zum Teil durch „böse“ Taten vorantreiben muss. Dies geschieht jedoch auf stets humorvolle und somit verharmlosende Weise.

## Produktionsnotizen
Die Entwicklungsarbeiten für Ceville begannen 1997 bei der Münchner Firma Weltenschmiede, die eigentlich auf Anwendungsprogrammierung und Webdesign spezialisiert war. Das dreiköpfige Team entwickelte die Engine SOMA, die auf der Grafik-Engine OGRE basiert, sowie einen Prototyp von Ceville und ging mit diesem auf Publishersuche. Währenddessen firmierte die Firma zu Boxed Dreams um, möglicherweise, um Verwechslungen mit der gleichnamigen, ebenfalls in München ansässigen, ebenfalls im Adventurebereich tätigen Firma Weltenschmiede zu vermeiden. Ein Publisher wurde in Kalypso Media gefunden.
Im November 2008 gründete Kalypso in München das Entwicklerstudio Realmforge Studios und integrierte das mittlerweile zehnköpfige Team von Boxed Dreams in das neue Studio. Als Sprecher der deutschen Fassung wurden unter anderem Kerstin Draeger, Alicia Endemann, Joscha Fischer-Antze, Mogens von Gadow, Isabella Grothe, Thomas Karallus und Robert Missler eingesetzt. Ursprünglich in das Spiel integrierte Mini-Geschicklichkeitsspiele wurden vor der Veröffentlichung des Spiels wieder entfernt, weil sie laut Designer Christian Wolferstetter „weniger unterhaltsam waren als erwartet“.
Finanziell war Ceville kein Erfolg, weswegen Publisher Kalypso Media den Rückzug aus dem Geschäft mit Adventures ankündigte. Im Dezember 2009 veröffentlichte Kalypso Media ein ebenfalls von Realmforge entwickeltes Spiel namens Ceville für mobile Endgeräte mit iOS-Betriebssystem, bei dem es sich um ein Geschicklichkeitsspiel handelt, in dem die wichtigsten Charaktere des Adventures vorkommen. 2012 erschien das Adventure Ceville in unter modernen Betriebssystemen lauffähigen Versionen auf den digitalen Vertriebsplattformen Steam und GOG.com. Als Publisher fungierte dabei Assemble Entertainment.

## Rezeption
Ceville erhielt gemischte bis positive Bewertungen. Die Rezensionsdatenbank Metacritic aggregiert 17 Rezensionen zu einem Mittelwert von 73.
Die GameStar attestierte dem Spiel „grandioses Rätseldesign und jede Menge Humor“ und befand, Ceville gehöre „zum Witzigsten und Ideenreichsten, was das Genre in den letzten Jahren hervorgebracht“ habe. Das Fachmagazin Adventure-Treff notierte zahlreiche kleinere Grafik-, Steuerungs- und Soundfehler und bezeichnete Ceville als "optisch schrill", lobte aber Gameplay, Rätseldesign und Sprachausgabe und bezeichnete Ceville in Summe als das "erste Adventure-Highlight des Jahres" (2009). Das Jetzt-Magazin der Süddeutschen Zeitung lobte Spielstory, Rätseldesign und Synchronisation, kritisierte die Detailarmut der Spielgrafik und stellenweise hölzerne Bewegungen der Spielfiguren und zog das Fazit, Ceville sei „ein Muss für Comic-Adventure-Gamer“.
Das Magazin IGN hob eine gelungene Charakterzeichnung hervor und beschrieb den Hauptcharakter Ceville als Mischung aus Rowan Atkinson in Blackadder und Danny DeVito. IGN lobte außerdem die Puzzles, die Lokalisierung des in Deutschland entwickelten Spiels ins Englische und den Humor sowie dabei insbesondere die gelungenen Anspielungen auf Klassiker der Videospielegeschichte. Kritik übte das Magazin an technischen Schwächen, die zu wiederholten Abstürzen führten. 
Ceville wurde für den LARA Family Award 2009 nominiert, gewann den Titel jedoch nicht.